# Schäfflertanz

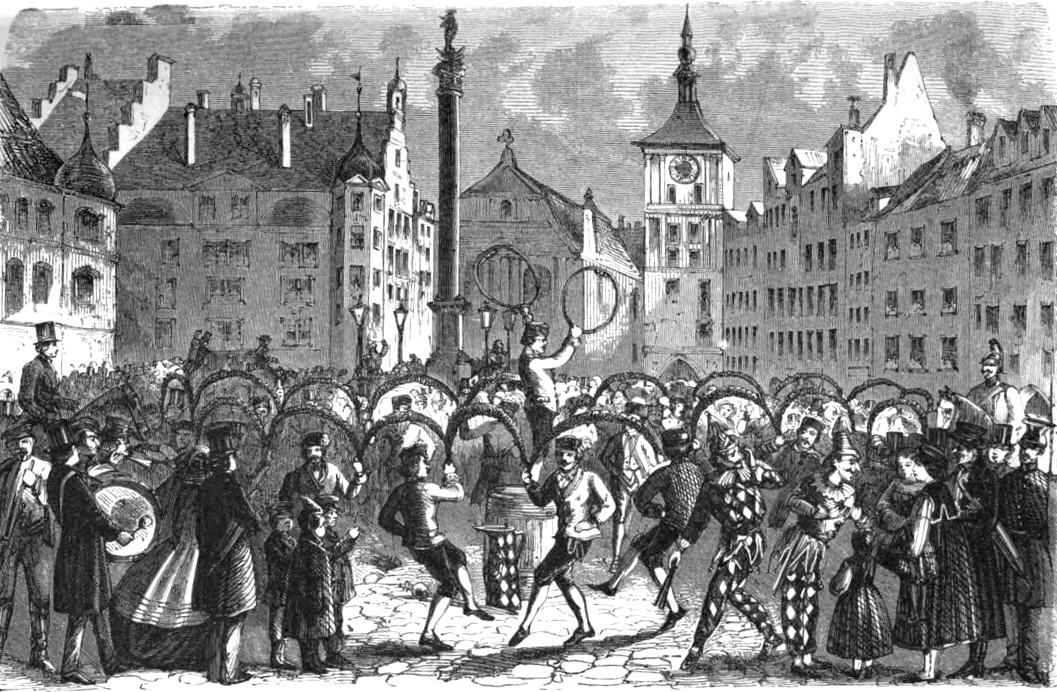
Schäfflertanz in München, 1863

Der Schäfflertanz ist ein Zunfttanz der Schäffler (Fassküfer, Fasshersteller), die zu Musik festgelegte Figuren tanzen. Er entstand ursprünglich in München. Ab 1830 verbreitete sich der Brauch durch wandernde Schäfflergesellen auch außerhalb Münchens und ist heute in vielen Orten im altbayerischen Raum üblich.

## Tänzer und Tanzfiguren

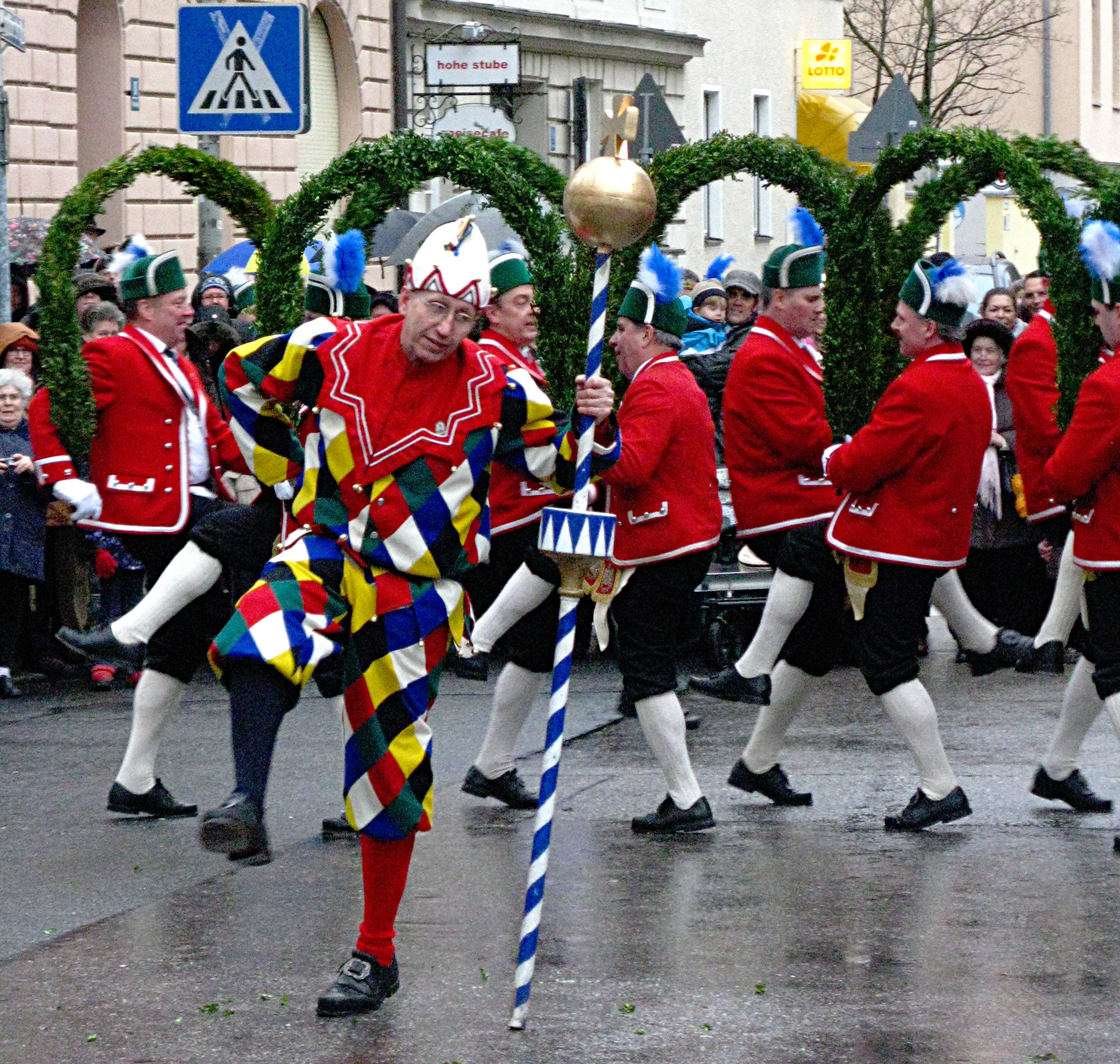
Schäfflertanz im Januar 2012 in Neuhausen

Am Schäfflertanz durften ursprünglich nur unverheiratete Schäfflergesellen mit einwandfreiem Leumund teilnehmen, nicht jedoch Schäfflermeister oder deren Söhne. Erst ab den 1960er-Jahren mussten verheiratete und berufsfremde Tänzer zugelassen werden, um die Tradition aufrechterhalten zu können.

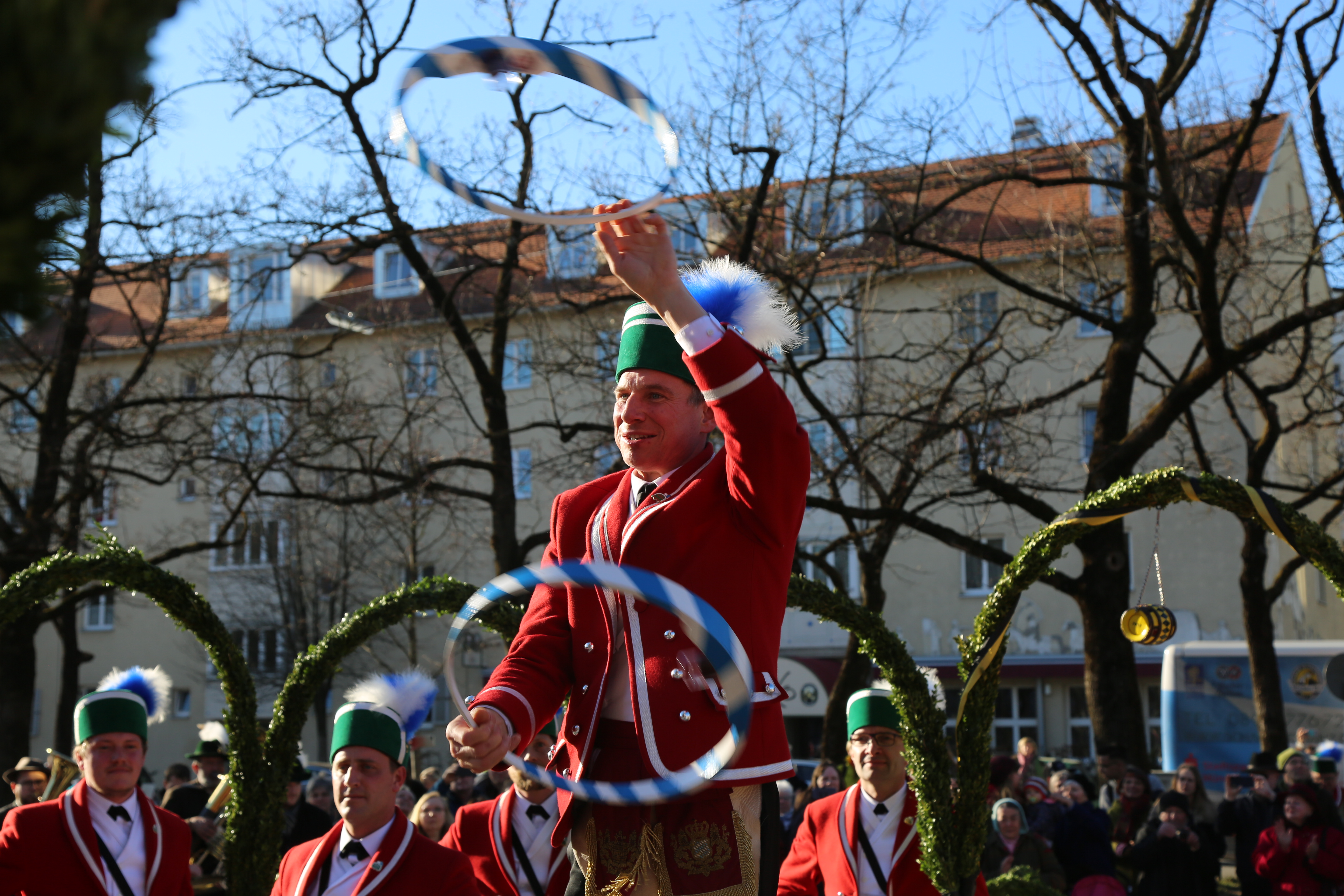
Schäfflertanz 2019, Tanz mit den Reifen

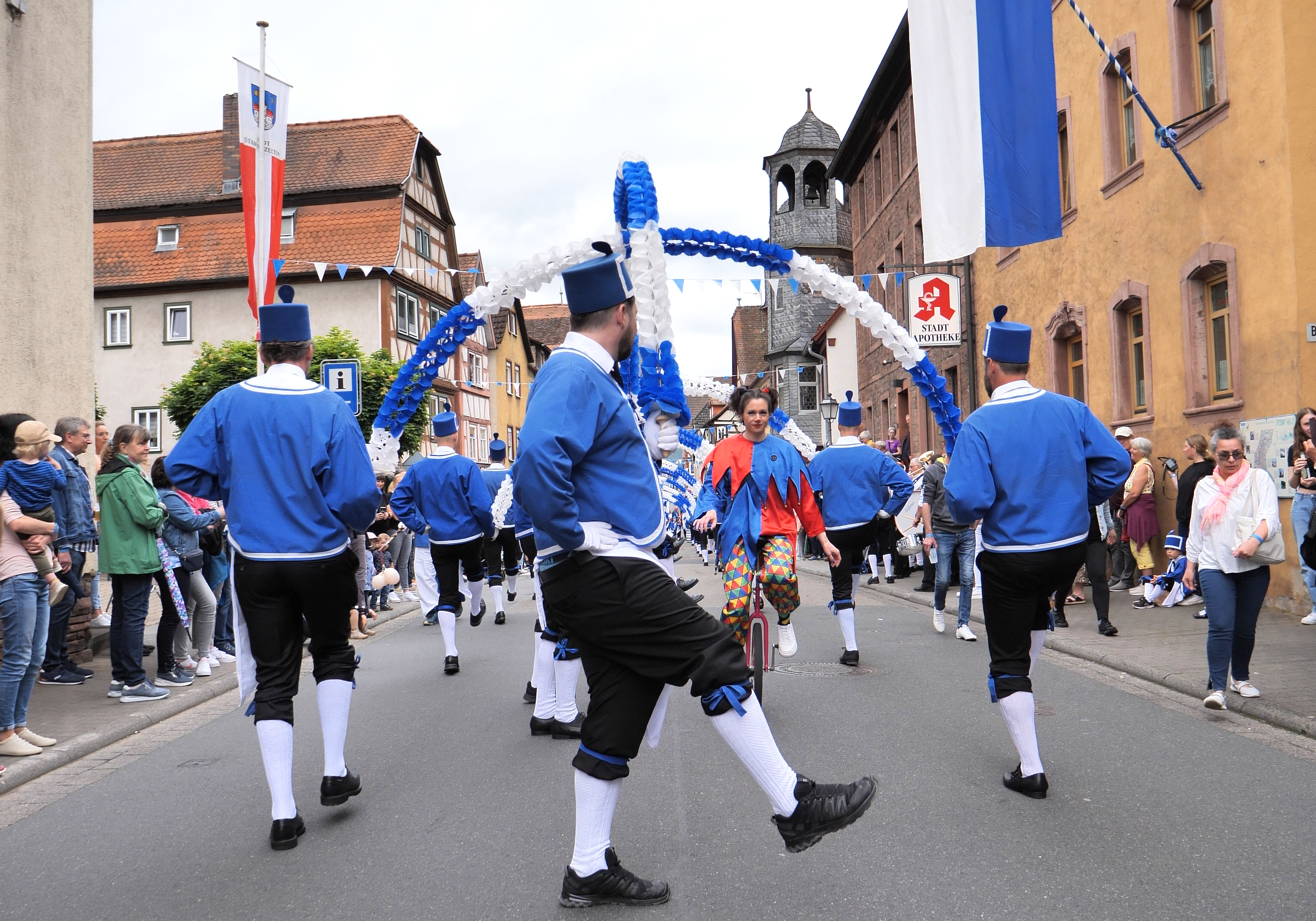
Schäfflertanz in Stadtprozelten, Unterfranken

Neben den Tänzern gibt es Vortänzer, Fassschlager (die mit Hämmern auf Fässer schlagen), Spaßmacher („Kasperl“, die zum Beispiel die Lokalprominenz „derblecken“) und Reifenschwinger. Die Reifenschwinger schwingen Holzreifen, in denen auf einer kleinen Verdickung ein volles Wein- oder Schnapsglas steht (manchmal gar zwei oder drei), ohne etwas daraus zu verschütten. Abgesehen von den Spaßmachern, die ein buntes Kostüm tragen, sind alle in das Schäfflerkostüm mit schwarzen Schuhen, weißen Kniestrümpfen, schwarzer Kniebundhose, Schurzleder, roter Jacke und grüner Kappe mit weißem Federbusch gekleidet.
Die Tanzgruppen geben teilweise über 20 Vorstellungen am Tag. Bei der letzten Vorstellung der Saison wird nachts mit Fackeln getanzt, einer oder mehrere der Tanzreifen werden zerbrochen und ins Publikum geworfen.

## Tanzmelodie
Die Tanzmelodie des sogenannten Zweiten bzw. des Neuen Münchner Schäfflertanzes von 1886 komponierte Johann Wilhelm Siebenkäs (* 29. August 1826 in Fürth; † 7. März 1888 in Nürnberg), der von 1856 bis 1875 Musikmeister beim Musikkorps des Königlich Bayerischen 1. Infanterie-Regiment „König“ in München war. Der Erste bzw. der Alte Münchner Schäfflertanz, der heute nicht mehr zum Schäfflertanz erklingt, ist eine Komposition von Obermusikmeister der Garnison München Peter Streck (* 23. April 1797 in Gersfeld; † 23. August 1864 in München).

## Geschichte

### Ursprung
Erstmals nachgewiesen ist der Münchner Schäfflertanz für das Jahr 1702.
Es gibt eine Entstehungslegende, wonach der Tanz in München erstmals 1517 während einer Pestepidemie aufgeführt worden sein soll, um die Bevölkerung, die sich aufgrund der Pest kaum mehr auf die Straße traute, zu beruhigen und das öffentliche Leben wieder in Gang zu bringen. Diese Legende dürfte aber erst im 19. Jahrhundert entstanden sein. So wird bezweifelt, dass es 1517 in München überhaupt eine Pestepidemie gab, da die Sterberegister für dieses Jahr keine auffälligen Todesraten aufweisen.

### Aufführungsturnus seit 1760
Der ursprüngliche Aufführungsturnus ist unklar. Seit 1760 wird das Schauspiel alle sieben Jahre – zuletzt 2019, das nächste Mal turnusgemäß wieder 2026 – zur Faschingszeit aufgeführt. Im Mai 2022 gab es zusätzlich als Zeichen gegen die COVID-19-Pandemie in Deutschland eine Sonderedition „Schäfflertanz für das Leben“. Warum alle sieben Jahre, ist nicht sicher geklärt; Vermutungen zielen auf ein verstärktes Auftreten der Pest alle sieben Jahre hin, die man durch den Tanz eindämmen wollte, auf die Sieben als Glückszahl oder auf Herzog Wilhelm IV., der den Schäfflern das Recht gab, alle sieben Jahre ihren Tanz aufzuführen. Demnach hätte die herzogliche Anordnung ein Überhandnehmen der Feste verhindern sollen, zumal auch viele andere Zünfte ihre traditionellen Feste hatten.

### Ausbreitung im 19. Jahrhundert
Durch wandernde Schäfflergesellen gelangte der Schäfflertanz ab etwa 1830 auch in andere Orte im altbayerischen Raum. Vielerorts nahmen die zu dieser Zeit aufgekommenen Turnvereine die Münchner Tradition auf und führen den Schäfflertanz seitdem in einem siebenjährlichen Turnus auf. Zu diesen Orten zählen Arbing, Arnstorf, Aschheim, Asenham, Bad Griesbach im Rottal (um fünf Jahre versetzt), Berchtesgaden, Burgkirchen an der Alz, Dinkelscherben, Eggenfelden, Eichstätt (um drei Jahre versetzt), Ergoldsbach, Eschelbach/Ilm, Frontenhausen, Geiselhöring, Geisenfeld, Großmehring, Ingolstadt, Ismaning, Kelheim, Kirchheim bei München, Kraiburg am Inn, Kolbermoor, Kulmbach, Landau an der Isar, Landshut, Mainburg, Moosburg an der Isar, Mühldorf am Inn, Murnau am Staffelsee, Nonnenhorn am Bodensee, Osseltshausen, Partenkirchen, Peißenberg, Pfaffenhofen an der Ilm, Pleinting, Rottenburg an der Laaber, Schierling, Schwarzach, Stadtprozelten, Taufkirchen (Vils), Traunstein, Velden, Haag in Oberbayern, Wasserburg am Inn und Wemding.

## Figürliche Darstellungen

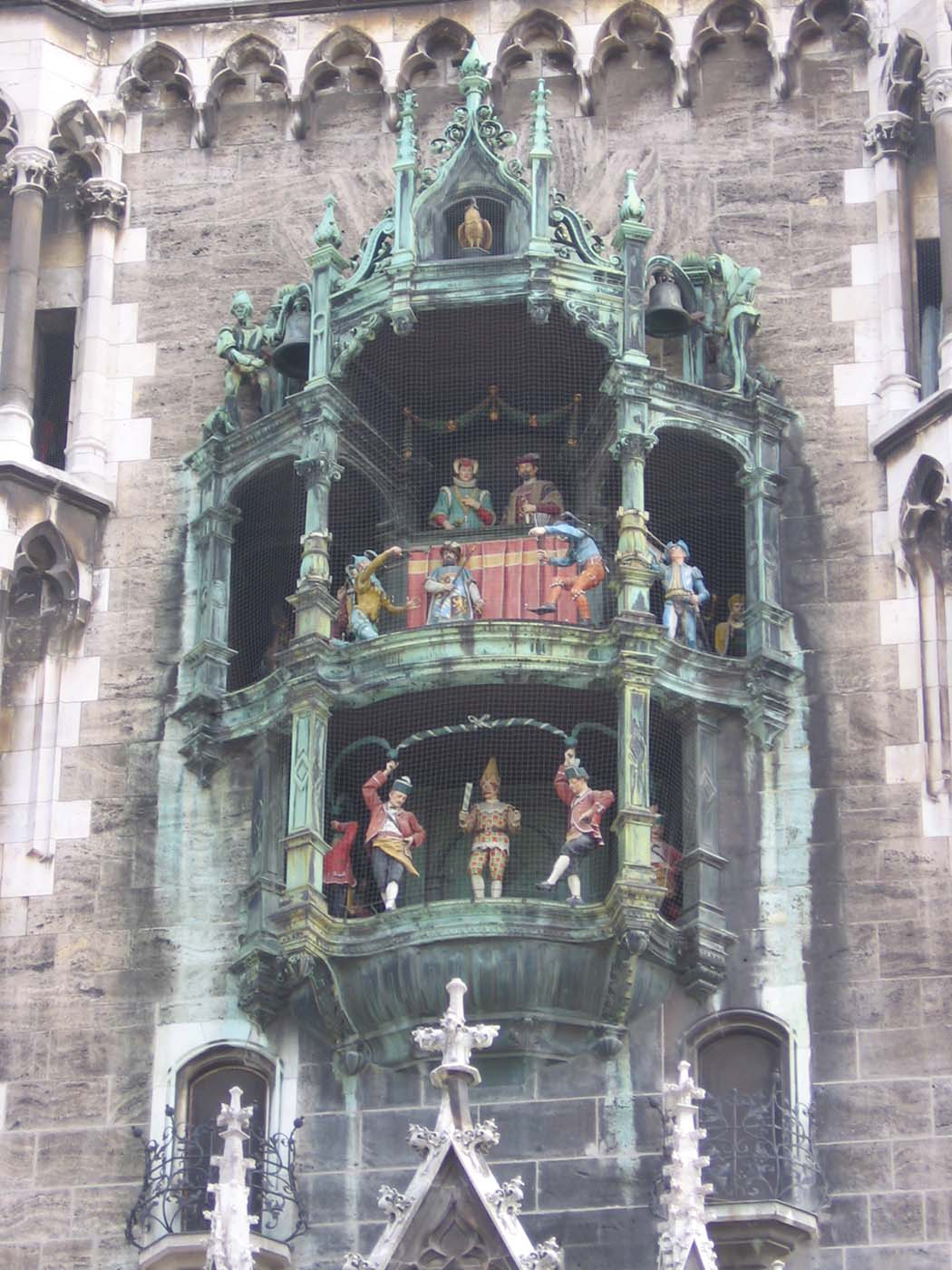
In der unteren Etage des Glockenspiels am Münchner Neuen Rathaus wird der Schäfflertanz dargestellt.

Der Schäfflertanz ist sowohl im Glockenspiel am Münchner Neuen Rathaus als auch in einem der Reliefs am sogenannten Wurmeck dargestellt. Ferner befinden sich am Schäfflereck (der Kreuzung von Schäffler-, Wein- und Theatinerstraße) zwei einzelne Schäfflerfiguren in traditioneller Tänzertracht als Hauszeichen.

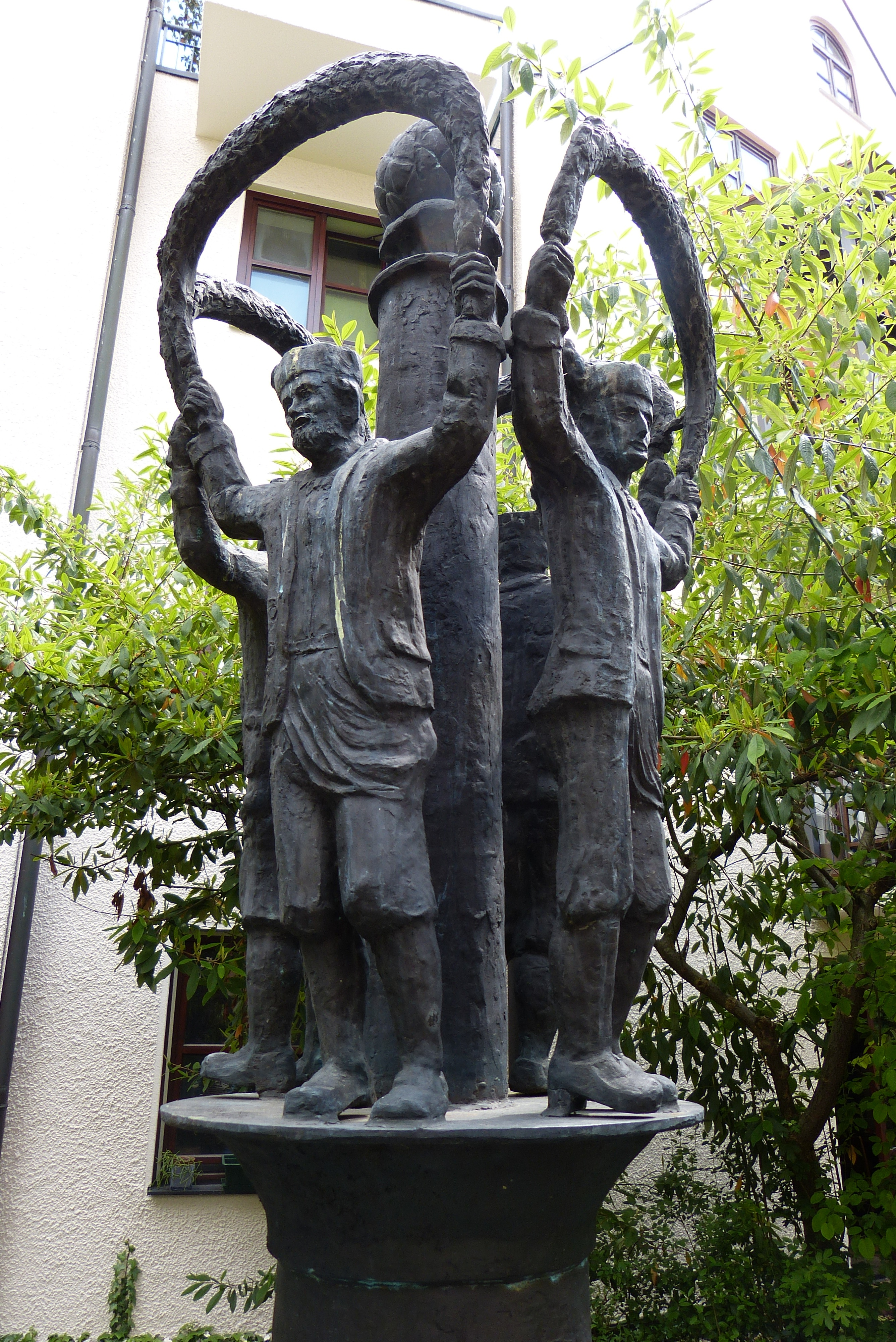
Der Schäfflertanz auf dem Schäfflerbrunnen in Augsburg

Auch der bronzene Schäfflerbrunnen in Augsburg stellt als Hauptmotiv den Schäfflertanz dar.
In der Stadt Geiselhöring wurde 1997 ein Schäfflerbrunnen am Stadtplatz geschaffen.